# Caryomys
Caryomys is een geslacht van zoogdieren uit de onderfamilie van de woelmuizen (Arvicolinae). De wetenschappelijke naam van het geslacht werd in 1911 gepubliceerd door Oldfield Thomas.

## Soorten
Er worden 2 soorten in dit geslacht geplaatst:
- Caryomys eva (O. Thomas, 1911)
- Caryomys inez (O. Thomas, 1908)